# Taubenkobel (Anzing)

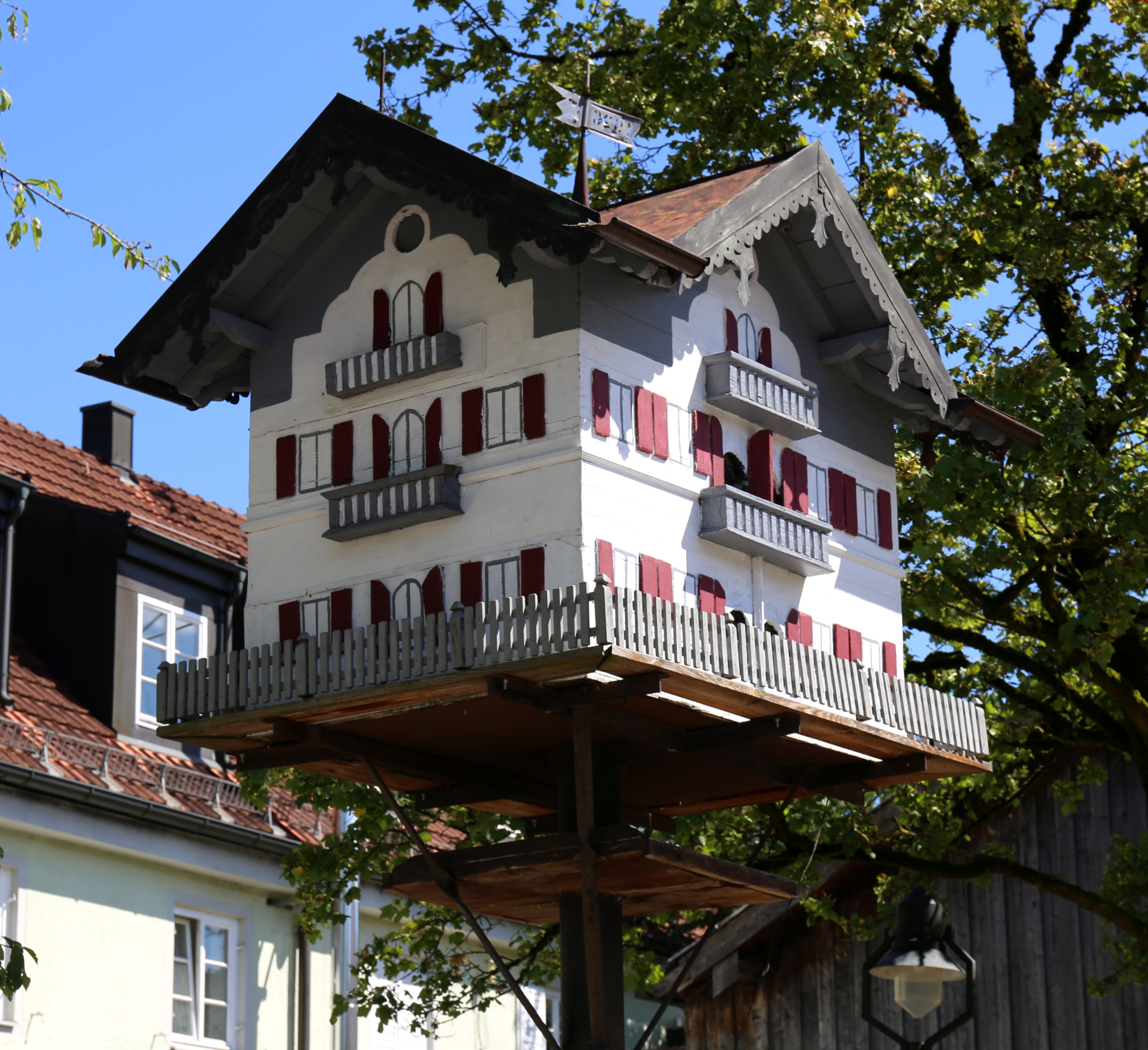
Taubenkobel in Anzing

Der Taubenkobel in Anzing, einer Gemeinde im oberbayerischen Landkreis Ebersberg, wurde 1926 errichtet. Das Taubenhaus im Hof des Bauernhauses Högerstraße 21 ist ein geschütztes Baudenkmal.
Das hölzerne Taubenhaus ist in Form eines Bauernhauses gestaltet.